# Dirka po Italiji 1956
Dirka po Italiji 1956 (italijansko Giro d'Italia 1956) je 39. izvedba dirke po Italiji, tritedenske moške cestne kolesarske etapne dirke. Začela se je 19. maja v Milanu in končala 10. junija v Milanu. Sodelovalo je 105 kolesarjev iz 15-ih ekip. Rožnato majico je prvič osvojil Charly Gaul (Faema–Guerra), drugo mesto Fiorenzo Magni (Nivea–Fuchs–Clément), tretje pa Agostino Coletto (Fréjus–Superga).

## Ekipe
- Arbos-Bif-Clément
- Atala
- Bianchi–Pirelli
- Carpano–Coppi
- Eldorado
- Faema–Guerra
- Francia
- Fréjus–Superga
- Girardengo–ICEP
- Italcover
- Ignis–Varese
- Legnano
- Leo–Chlorodont
- Nivea–Fuchs–Clément
- Torpado–Pirelli

## Etape
| Etapa | Datum     | Štart/Cilj                    | Razdalja    | Tip         | Tip                  | Zmagovalec               |             |
| ----- | --------- | ----------------------------- | ----------- | ----------- | -------------------- | ------------------------ | ----------- |
| 1     | 19. maj   | Milano – Alessandria          | 210 km      |             | ravninska etapa      | Pierino Baffi (ITA)      |             |
| 2a    | 20. maj   | Alessandria – Genova          | 96 km       |             | gorska etapa         | Alessandro Fantini (ITA) |             |
| 2b    | 20. maj   | Circuito di Lido d'Albaro     | 12 km       |             | ekipni kronometer    | Leo–Chlorodont           |             |
| 3     | 21. maj   | Genova – Salice Terme         | 152 km      |             | gorska etapa         | Alessandro Fantini (ITA) |             |
| 4     | 22. maj   | Voghera – Mantova             | 198 km      |             | ravninska etapa      | Miguel Poblet (ESP)      |             |
| 5     | 23. maj   | Mantova – Rimini              | 228 km      |             | ravninska etapa      | Giuseppe Minardi (ITA)   |             |
| 6     | 23. maj   | San Marino                    | 13 km       |             | posamični kronometer | Jan Nolten (NED)         |             |
| 7     | 24. maj   | Rimini – Pescara              | 245 km      |             | ravninska etapa      | Arrigo Padovan (ITA)     |             |
| 8     | 25. maj   | Pescara – Campobasso          | 205 km      |             | gorska etapa         | Charly Gaul (LUX)        |             |
| 9     | 26. maj   | Campobasso – Salerno          | 156 km      |             | ravninska etapa      | Miguel Poblet (ESP)      |             |
| 10    | 27. maj   | Salerno – Frascati            | 280 km      |             | ravninska etapa      | odpovedana               |             |
| 11    | 28. maj   | Rim – Grosseto                | 198 km      |             | ravninska etapa      | Bruno Tognaccini (ITA)   |             |
| 12    | 29. maj   | Grosseto – Livorno            | 230 km      |             | ravninska etapa      | Pietro Nascimbene (ITA)  |             |
|       | 30. maj   | dan počitka                   | dan počitka | dan počitka | dan počitka          | dan počitka              | dan počitka |
| 13    | 31. maj   | Livorno – Lucca               | 54 km       |             | posamični kronometer | Pasquale Fornara (ITA)   |             |
| 14    | 1. junij  | Lucca – Bologna               | 168 km      |             | gorska etapa         | Michel Stolker (NED)     |             |
| 15    | 2. junij  | Bologna – Madonna di San Luca | 2.45 km     |             | posamični kronometer | Charly Gaul (LUX)        |             |
| 16    | 3. junij  | Bologna – Rapallo             | 271 km      |             | gorska etapa         | Miguel Poblet (ESP)      |             |
| 17    | 4. junij  | Rapallo – Lecco               | 278 km      |             | gorska etapa         | Giorgio Albani (ITA)     |             |
| 18    | 5. junij  | Lecco – Sondrio               | 98 km       |             | ravninska etapa      | Miguel Poblet (ESP)      |             |
|       | 6. junij  | dan počitka                   | dan počitka | dan počitka | dan počitka          | dan počitka              | dan počitka |
| 19    | 7. junij  | Sondrio – Merano              | 163 km      |             | gorska etapa         | Cleto Maule (ITA)        |             |
| 20    | 8. junij  | Merano – Monte Bondone        | 242 km      |             | gorska etapa         | Charly Gaul (LUX)        |             |
| 21    | 9. junij  | Trento – San Pellegrino Terme | 191 km      |             | ravninska etapa      | Giorgio Albani (ITA)     |             |
| 22    | 10. junij | San Pellegrino Terme – Milano | 113 km      |             | ravninska etapa      | Donato Piazza (ITA)      |             |
|       | Skupaj    | Skupaj                        | 3523,45 km  | 3523,45 km  | 3523,45 km           | 3523,45 km               | 3523,45 km  |

## Razvrstitev po klasifikacijah
| Etapa  | Zmagovalec         | Rožnata majica ·    | Trofeo Dolomiti | Trofeo Appennini    | Ekipno           |
| ------ | ------------------ | ------------------- | --------------- | ------------------- | ---------------- |
| 1      | Pierino Baffi      | Pierino Baffi       | brez            | brez                | ?                |
| 2a     | Alessandro Fantini | Pierino Baffi       | brez            | Giuseppe Fallarini  | Legnano          |
| 2b     | Leo–Chlorodont     | Vincenzo Zucconelli | brez            | Giuseppe Fallarini  | Legnano          |
| 3      | Alessandro Fantini | Alessandro Fantini  | brez            | Federico Bahamontes | Atala            |
| 4      | Miguel Poblet      | Alessandro Fantini  | brez            | Federico Bahamontes | Atala            |
| 5      | Giuseppe Minardi   | Alessandro Fantini  | brez            | Federico Bahamontes | ?                |
| 6      | Jan Nolten         | Alessandro Fantini  | brez            | Federico Bahamontes | Atala in Legnano |
| 7      | Arrigo Padovan     | Alessandro Fantini  | brez            | Federico Bahamontes | Atala            |
| 8      | Charly Gaul        | Alessandro Fantini  | brez            | Federico Bahamontes | ?                |
| 9      | Miguel Poblet      | Alessandro Fantini  | brez            | Federico Bahamontes | Legnano          |
| 10     | odpovedana         | Alessandro Fantini  | brez            | Federico Bahamontes | Legnano          |
| 11     | Bruno Tognaccini   | Alessandro Fantini  | brez            | Federico Bahamontes | Legnano          |
| 12     | Pietro Nascimbene  | Alessandro Fantini  | brez            | Federico Bahamontes | Legnano          |
| 13     | Pasquale Fornara   | Pasquale Fornara    | brez            | Federico Bahamontes | Legnano          |
| 14     | Michel Stolker     | Pasquale Fornara    | brez            | Federico Bahamontes | Legnano          |
| 15     | Charly Gaul        | Pasquale Fornara    | brez            | Federico Bahamontes | Legnano          |
| 16     | Miguel Poblet      | Pasquale Fornara    | brez            | Federico Bahamontes | Legnano          |
| 17     | Giorgio Albani     | Pasquale Fornara    | brez            | Federico Bahamontes | Legnano          |
| 18     | Miguel Poblet      | Pasquale Fornara    | brez            | Federico Bahamontes | Legnano          |
| 19     | Cleto Maule        | Pasquale Fornara    | brez            | Federico Bahamontes | Legnano          |
| 20     | Charly Gaul        | Charly Gaul         | Charly Gaul     | Federico Bahamontes | Atala            |
| 21     | Giorgio Albani     | Charly Gaul         | Charly Gaul     | Federico Bahamontes | Atala            |
| 22     | Donato Piazza      | Charly Gaul         | Charly Gaul     | Federico Bahamontes | Atala            |
| Skupaj | Skupaj             | Charly Gaul         | Charly Gaul     | Federico Bahamontes | Atala            |

## Končna razvrstitev
|  | Predstavlja vodilnega v skupnem seštevku |

### Rožnata majica
| Poz. | Kolesar                    | Ekipa               | Čas          |
| ---- | -------------------------- | ------------------- | ------------ |
| 1    | Charly Gaul (LUX)          | Faema–Guerra        | 101h 39' 49" |
| 2    | Fiorenzo Magni (ITA)       | Nivea–Fuchs–Clément | + 3' 27"     |
| 3    | Agostino Coletto (ITA)     | Fréjus–Superga      | + 6' 53"     |
| 4    | Cleto Maule (ITA)          | Torpado–Pirelli     | + 7' 25"     |
| 5    | Aldo Moser (ITA)           | Torpado–Pirelli     | + 7' 30"     |
| 6    | Alessandro Fantini (ITA)   | Atala               | + 8' 46"     |
| 7    | Jean Brankart (BEL)        | Eldroado            | + 9' 21"     |
| 8    | Bruno Monti (ITA)          | Atala               | + 10' 54"    |
| 9    | Waldemaro Bartolozzi (ITA) | Legnano             | + 18' 14"    |
| 10   | Hilaire Couvreur (BEL)     | Eldorado            | + 18' 41"    |

### Trofeo Dolomiti
| Poz. | Kolesar                  | Ekipa               | Točke |
| ---- | ------------------------ | ------------------- | ----- |
| 1    | Charly Gaul (LUX)        | Faema–Guerra        | 20    |
| 2    | Bruno Monti (ITA)        | Atala               | 5     |
| 3    | Arrigo Padovan (ITA)     | Atala               | 4     |
| 3    | Alessandro Fantini (ITA) | Atala               | 4     |
| 3    | Agostino Coletto (ITA)   | Fréjus–Superga      | 4     |
| 6    | Fiorenzo Magni (ITA)     | Nivea–Fuchs–Clément | 8     |
| 7    | Pierino Baffi (ITA)      | Nivea–Fuchs–Clément | 8     |

### Trofeo Appennini
| Poz. | Kolesar                   | Ekipa           | Točke |
| ---- | ------------------------- | --------------- | ----- |
| 1    | Federico Bahamontes (ESP) | Girardengo–ICEP | 30    |
| 2    | Bruno Monti (ITA)         | Atala           | 13    |
| 3    | Giuseppe Buratti (ITA)    | Bianchi–Pirelli | 11    |
| 4    | Pasquale Fornara (ITA)    | Arbos           | 10    |
| 5    | Aldo Moser (ITA)          | Torpado–Pirelli | 8     |

### Vmesni šprinti
| Poz. | Kolesar                  | Ekipa               | Točke |
| ---- | ------------------------ | ------------------- | ----- |
| 1    | Giorgio Albani (ITA)     | Legnano             | 22    |
| 2    | Giuseppe Favero (ITA)    | Bianchi–Pirelli     | 11    |
| 3    | Mies Stolker (NED)       | Italcover           | 10    |
| 4    | Guido De Santi (ITA)     | Ignis–Varese        | 8     |
| 4    | Mario Baroni (ITA)       | Nivea–Fuchs–Clément | 8     |
| 6    | Gino Guerrini (ITA)      | Carpano–Coppi       | 7     |
| 6    | Alessandro Fantini (ITA) | Atala               | 7     |

### Trofeo della plata
| Poz. | Kolesar                 | Ekipa               | Točke |
| ---- | ----------------------- | ------------------- | ----- |
| 1    | Giorgio Albani (ITA)    | Legnano             | 8     |
| 2    | Bruno Monti (ITA)       | Atala               | 6     |
| 2    | Guido De Santi (ITA)    | Ignis–Varese        | 6     |
| 4    | Arrigo Padovan (ITA)    | Atala               | 5     |
| 4    | Bruno Tognaccini (ITA)  | Leo–Chlorodont      | 5     |
| 4    | Pietro Nascimbene (ITA) | Carpano–Coppi       | 5     |
| 4    | Mies Stolker (NED)      | Italcover           | 5     |
| 4    | Cleto Maule (ITA)       | Torpado–Pirelli     | 5     |
| 4    | Donato Piazza (ITA)     | Nivea–Fuchs–Clément | 5     |

### Ekipna razvrstitev
| Poz. | Ekipa               | Točke |
| ---- | ------------------- | ----- |
| 1    | Atala               | 1014  |
| 2    | Torpado–Pirelli     | 1054  |
| 3    | Nivea–Fuchs–Clément | 1200  |
| 4    | Carpano–Coppi       | 1545  |
| 5    | Leo–Chlorodont      | 1619  |
| 6    | Ignis–Varese        | 1627  |